# Fête des Fous
 (septembre 2021).
Si vous disposez d'ouvrages ou d'articles de référence ou si vous connaissez des sites web de qualité traitant du thème abordé ici, merci de compléter l'article en donnant les références utiles à sa vérifiabilité et en les liant à la section « Notes et références ».

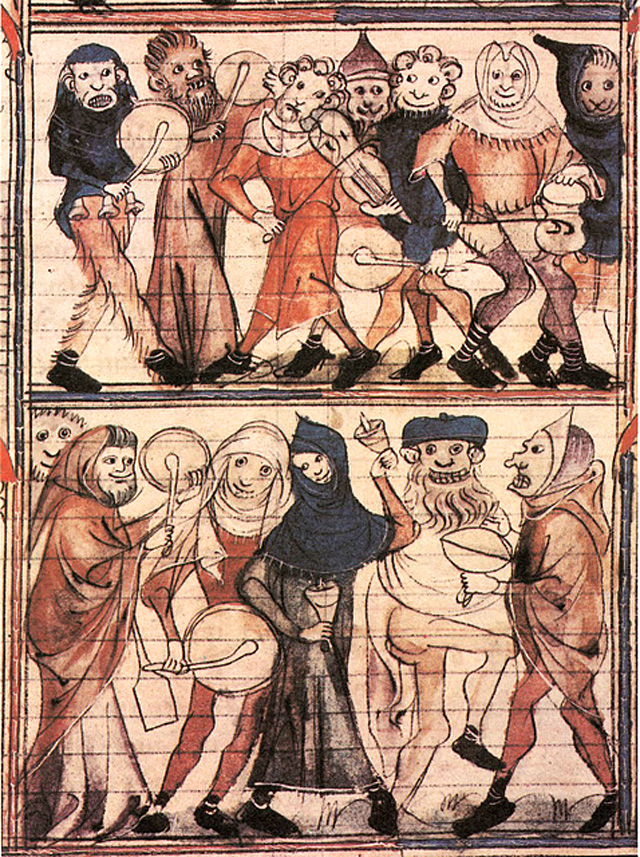
Charivari du Roman de Fauvel, miniature du XIVe siècle.

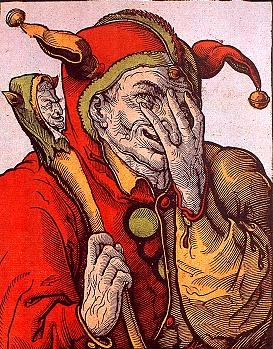
Fou avec sa marotte, vers 1540.

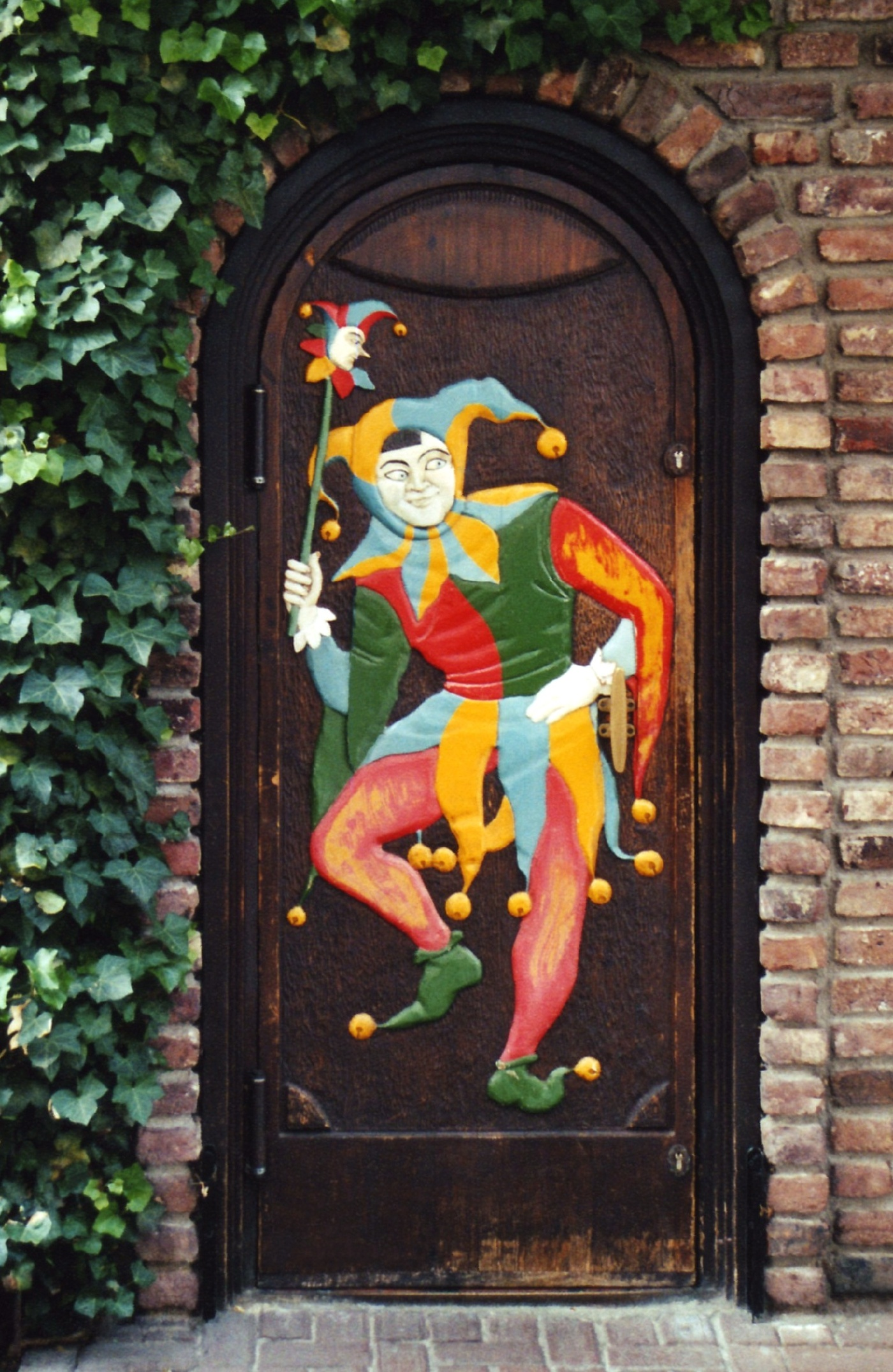
Bouffon avec sa marotte, son costume traditionnel bicolore (rouge et vert) garni de grelots, son bonnet surmonté d'oreilles d'âne, sa grande collerette dentelée et ses chaussures pointues.

La fête des Fous, ou fête des Innocents, était une mascarade, organisée en principe les 26, 27 et 28 décembre, à laquelle les ecclésiastiques participaient activement. Organisée par le clergé en Europe et attestée dans beaucoup de villes du Nord de la France dès le XIIe siècle, cette pratique s'est étendue du clergé dans la rue, favorisant la création de troupes d'écoliers dans les collèges et de basochiens dans les milieux juridiques, et perdure jusqu'au XVIIe siècle. Dérivées des Saturnales romaines, ces fêtes paillardes sont reliées aux traditions populaires rurales par les folkloristes à la fin du XIXe siècle, et les historiens voient dans ces parodies liturgiques une des origines médiévales du théâtre.

## Introduction
On l'appelait aussi : fête de l'âne, des Sous-Diacres, des Diacres-Saouls, des Cornards, des Libertés de décembre, etc. Les personnes qui y participaient se voyaient affubler des noms de pape des fous, évêque-fou ou abbé des fous.
Elle avait pour objet d'honorer l'âne qui porta Jésus lors de son entrée à Jérusalem, était répandue dans toute la France au Moyen Âge et se célébrait le jour de la Circoncision de Jésus en janvier. On chantait un office et on dansait.

## Fête des fous

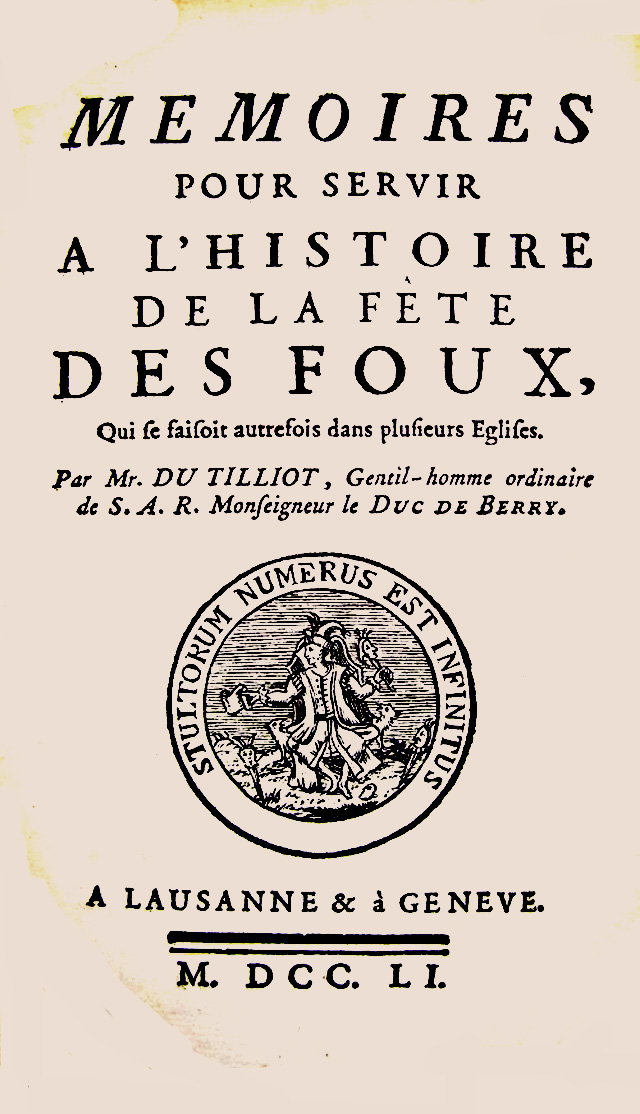
Étude historique sur la fête des fous, parue en 1751.

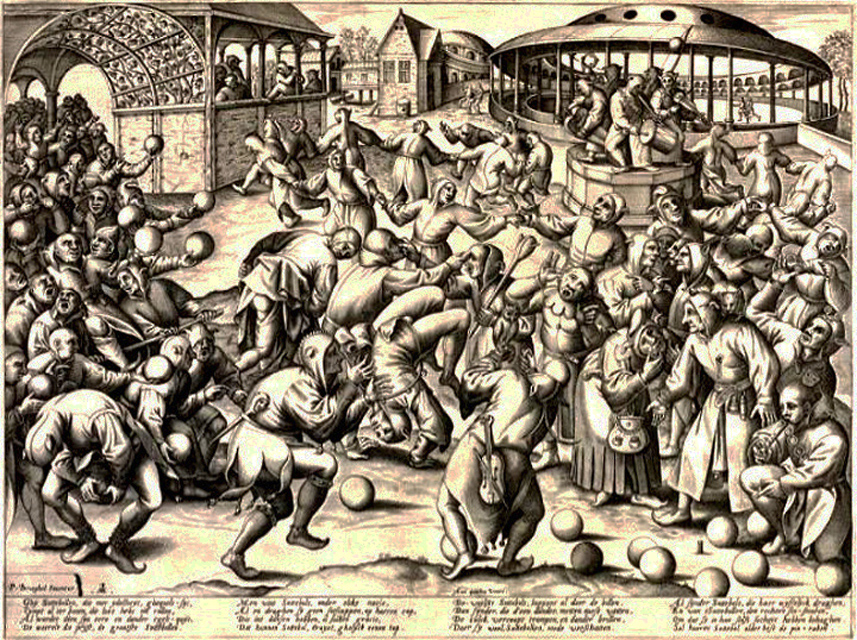
Fête des fous, gravure de Pieter Van der Heyden, en 1559, d'après Brueghel.

Ces divertissements avaient ordinairement l'église pour théâtre et les ecclésiastiques pour acteurs. Dans certaines églises, pendant les 3 jours de Saint Étienne, de Saint Jean et des Innocents (26, 27 et 28 décembre), un jeune clerc décoré du titre d’évêque des fous, Episcopus stultorum, occupait le siège épiscopal revêtu des ornements pontificaux à l'exception de la mitre, qui était remplacée par une sorte de bourrelet. À la fin de l'office, il recevait les mêmes honneurs que le prélat véritable, et son aumônier prononçait une bénédiction, dans laquelle il demandait pour les assistants le mal de foie, une banne de pardons, vingt bannes de maux de dents, et deux doigts de teigne sous le menton.
La fête des Fous, dit Aubin Louis Millin de Grandmaison, donnait lieu à des cérémonies extrêmement bizarres. On élisait un évêque, et même dans quelques églises un pape des fous. Les prêtres, barbouillés de lie, masqués et travestis de la manière la plus folle, dansaient en entrant dans le chœur et y chantaient des chansons obscènes, les diacres et les sous-diacres mangeaient des boudins et des saucisses sur l'autel, devant le célébrant, jouaient sous ses yeux aux cartes et aux dés, et brûlaient dans les encensoirs de vieilles savates. Ensuite, on les charriait tous par les rues, dans des tombereaux pleins d'ordures, où ils prenaient des poses lascives et faisaient des gestes impudiques.
François Duine signale [Revue des Traditions Populaires, t. 08, 1893, p. 591] : "Au XVe siècle, l'on célébrait encore à Dol[-de-Bretagne] cette fête des Innocents si populaire au moyen-âge. Un inventaire de l'époque mentionne la chape et la mitre qui servaient au petit évêque des Innocents. « Malheureusement nous n'avons pas d'autres détails sur cette intéressante et naïve solennité. » (Statuts synodaux du diocèse de Dol. 1509. — Le précieux exemplaire que j'ai consulté appartient à la Bibliothèque de Rennes.)" 
Ce n'étaient pas seulement dans les cathédrales et dans les collégiales que ces joyeusetés se célébraient : elles étaient aussi pratiquées dans les monastères des deux sexes.
Les jeunes personnes qu'on pouvait surprendre au lit le jour des Innocents, 28 décembre, recevaient sur le derrière quelques claques, et quelquefois un peu plus, quand le sujet en valait la peine.[réf. souhaitée] La coutume de donner les innocents n'est pas un de ces usages isolés qui ne puisse être comparé à aucun autre.[réf. souhaitée] Dans diverses villes, les chanoines, les ecclésiastiques, et quelquefois, les séculiers étaient, à certains jours de l'année, pris le matin, dans leur lit et dans un état complet de nudité, conduits par les rues, dans les églises jusque sur l'autel, où on les arrosait d'eau.[réf. souhaitée] Des indécences du même genre avaient aussi trouvé leur place parmi les folies que les ecclésiastiques se permettaient le jour des Innocents. Ils allaient jusqu'à promener par la ville et exposer sur des théâtres des hommes entièrement nus.[réf. souhaitée]
Des mesures furent prises pour mettre fin à ces désordres. La toute première condamnation fut proclamée vers 1198 à la demande d'Odon de Sully. La suivante émane du Concile de Bâle en 1431, lors duquel un ban fut publié le 31 décembre 1519.
Mais si le personnage a disparu des comptes de la ville, le subside habituel y est continué au vicaire de l'église Saint-Pierre et à ses suppôts. Le prélat des fols réapparaît encore en 1525 et 1526. La dernière mention en est faite au compte de 1526 : Aux vicaires et suppos du prélat des folz de Saint Pierre en support de spris par eulx donnés à ceulx qui, en decorant la procession, ont joué plusieurs belles et honourables histoires rommaines, XII livres. Le ban d'interdiction fut alors renouvelé. La fête fut progressivement interdite par les instances religieuses et civiles (Richelieu)
On peut notamment retenir les villes de Dijon avec l'Infanterie dijonnaise, de Ham qui avait un prince des fous, de Sens.

## Victor Hugo

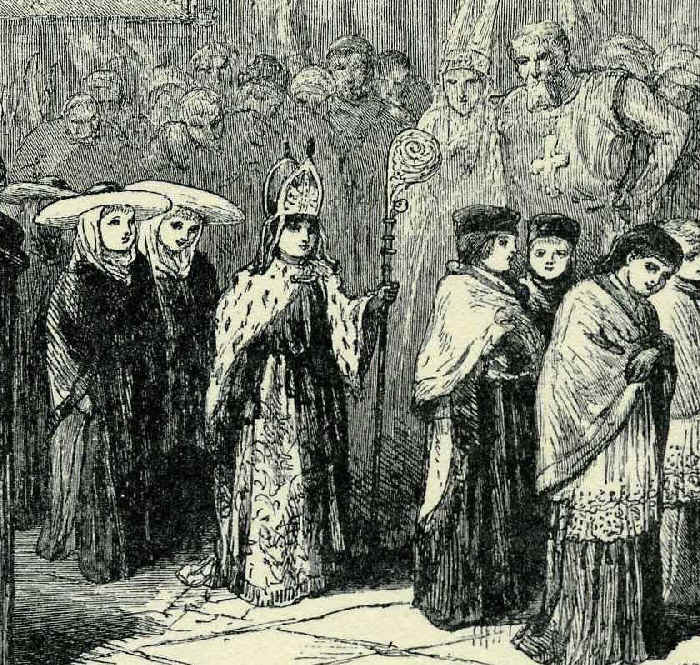
Un jeune évêque des fous, gravure du XIXe siècle.

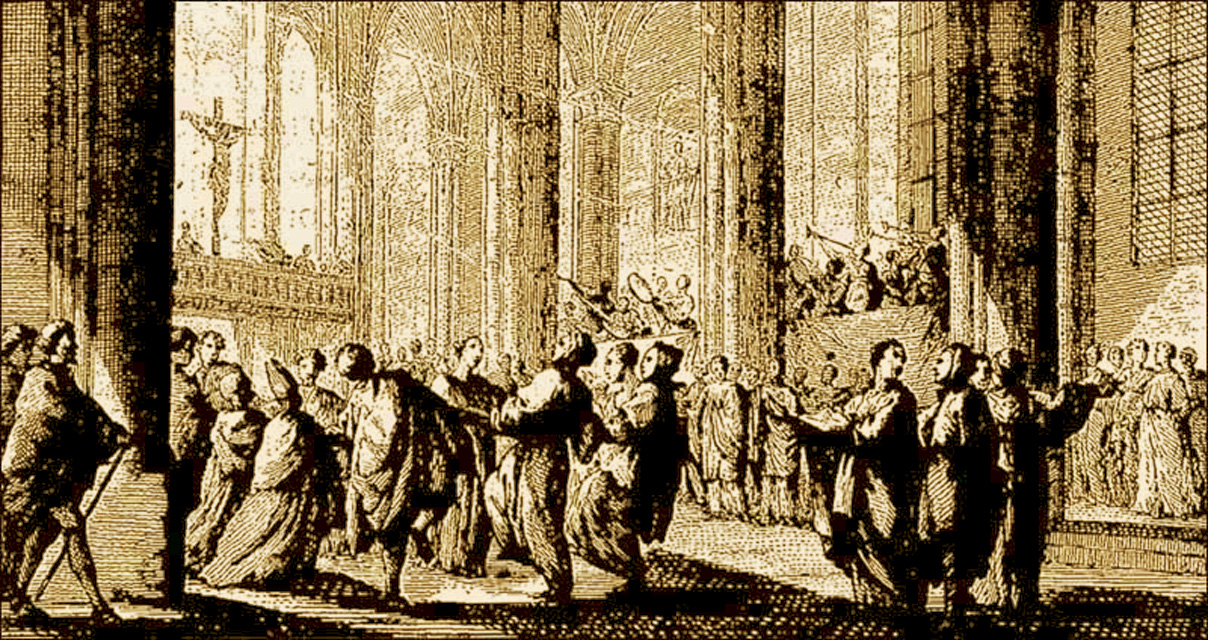
Fête des fous dans une cathédrale, gravure de 1752.

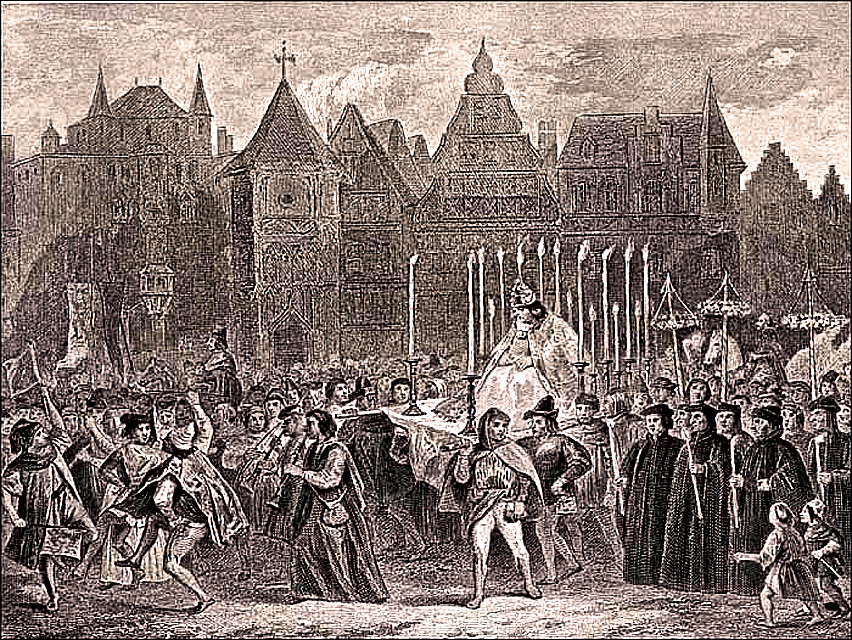
Quasimodo, le Roi des fous, gravure de 1878.

En ouvrant son roman « Notre-Dame de Paris » sur la Fête des Fous, Victor Hugo plonge immédiatement son lecteur dans une atmosphère de liesse populaire, laissant transparaître ses opinions sociales. La tradition française de la Fête des Fous commença comme un événement ecclésiastique dans des villes abritant des cathédrales comme Paris et Autun. Le bas clergé réservait le charivari général le 6 janvier, aussi appelé Jour des Rois, parce que les Rois Mages arrivèrent à Bethléem cette même date. Ce jour-là, pendant vingt-quatre heures, ils s'arrogeaient les privilèges réservés d'habitude à leurs supérieurs au sein de la très puissante Église catholique romaine.
Au XVe siècle, époque où se déroule le roman de Hugo, la coutume s'était étendue du clergé à la rue ; devenue un événement public attendu par tous, elle était l'occasion de réjouissances populaires ; on y buvait, y dansait, on y donnait des spectacles de mime, de magie, des tours, des momeries de théâtre, on y faisait des farces. Les dés roulaient dans les églises ; les prêtres marchaient de côté le long des ruelles, déguisés ; des jongleurs, des acrobates, des voyous de tout poil prenaient possession de la rue. Victor Hugo précise dans Notre-Dame de Paris, qu'au programme du 6 janvier 1482 : « Il devait y avoir feu de joie à la Grève, plantation de mai à la chapelle de Braque et mystère au Palais de Justice. Le cri en avait été fait la veille au son de trompettes dans les carrefours, par les gens de Monsieur le prévôt, en beaux hoquetons de camelot violet, avec de grandes croix blanches sur la poitrine ».
Au point culminant de la fête, les farceurs élisaient le Pape des Fous, la plupart du temps un diacre, souvent même un profane ou un étudiant, qui conduisait ensuite à travers les rues de la ville une procession débridée où les bagarres n'étaient pas rares, constituée de membres du clergé et d'hommes du peuple, qui se mêlaient aux noceurs.
Paillarde, exubérante, bruyante, subversive, cette fête dérivait d'une ancienne fête romaine dédiée à Saturne, le dieu de l'agriculture. Pendant les saturnales, trois jours de fête durant l'hiver, les tribunaux et les écoles étaient fermés et les esclaves étaient les égaux de leurs maîtres.
Au milieu du XVIe siècle, environ trois cents ans avant l'époque de Victor Hugo, la fête avait effectivement pratiquement disparu. Elle est partiellement remplacée par le Carnaval de Paris.